# Opheodrys
Opheodrys är ett släkte av ormar. Opheodrys ingår i familjen snokar.
Arterna är med en längd upp till 75 cm små och smala ormar. De förekommer i Nordamerika (inklusive Mexiko) och vistas i gräsmarker samt i andra öppna landskap. Individerna rör sig oftast på marken. Födans utgörs av spindeldjur, insektslarver och andra ryggradslösa djur. Allmänt lägger honor ägg men hos några populationer av Opheodrys vernalis föder honor troligen levande ungar. Individerna är dagaktiva.
Arter enligt Catalogue of Life:
- Opheodrys aestivus
- Opheodrys vernalis